# Brachyglossina fulta
Brachyglossina fulta är en fjärilsart som beskrevs av Louis Beethoven Prout 1938. Brachyglossina fulta ingår i släktet Brachyglossina och familjen mätare. Inga underarter finns listade i Catalogue of Life.